# 木暮理太郎

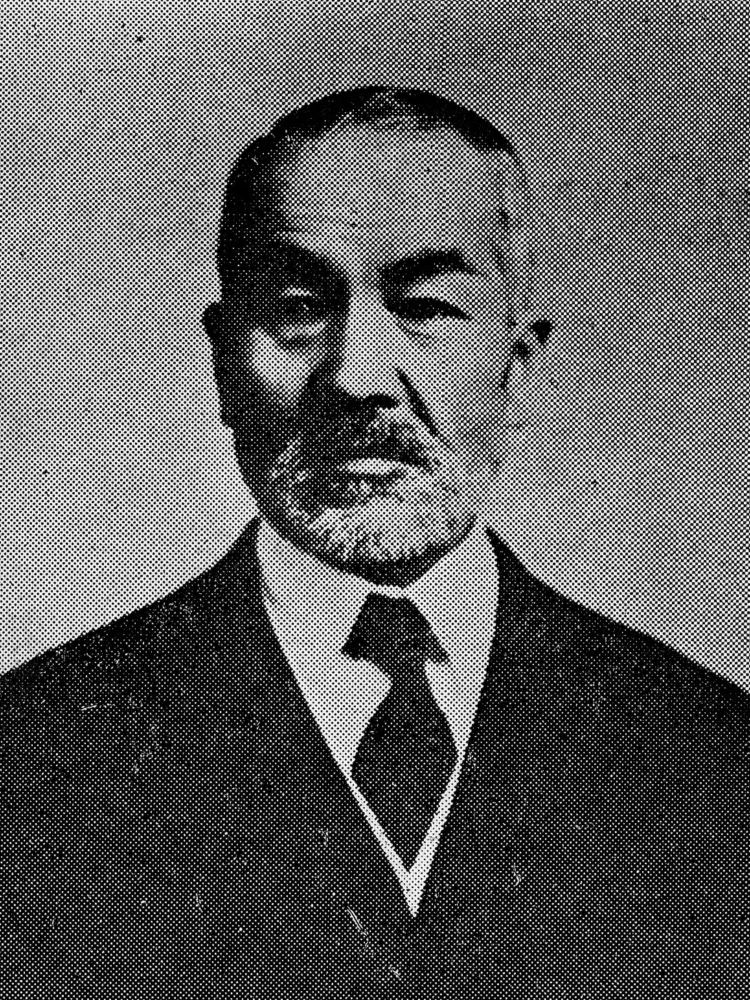
木暮理太郎

木暮 理太郎（こぐれ りたろう、1873年（明治6年）12月7日 - 1944年（昭和19年）5月7日）は、日本の登山家。

## 概説
1873年（明治6年）12月7日、群馬県新田郡寺井村（現・太田市寺井町）の農家の長男として生まれる。東京の私立郁文館中学校を卒業後仙台の旧制第二高等学校に進み1897年（明治30年）に卒業した。さらに東京帝国大学に進学しはじめ哲学科、ついで史学科で学んだが、中途退学した。その後は博文館の雑誌『ハガキ文学』の編集に従事し、『泰西名画鑑』を著した。1907年（明治40年）からは東京市史料編纂室嘱託となり、亡くなるまで東京市史稿編集に携わった。
若年時から登山を趣味としていたが、田部重治と知り合ったことをきっかけに1913年（大正2年）9月に日本山岳会に入会した。田部と共に、詳しい地図がまだ作成されていない探検時代の日本アルプスや秩父山地に入り、これらの山々の魅力を世に紹介した。単に山に登るだけでなく、山岳展望や登山史の研究、地名の考証にも大きな熱意を示し、人文的な「山岳研究」というべき分野を開拓したパイオニアの一人である。著書『山の憶い出』は日本の山岳書中でも内容の濃い傑作とされる。明治末期から大正にかけて、東京市内の各所に通いつめてまとめた「望岳都東京」（『山の憶い出』所収）は、東京から見える山々を初めて詳しく明らかにした文章として知られている。
1935年（昭和10年）12月、日本山岳会の第3代会長に就任した。登山しては書き、何より山が好きという人で大衆登山家に支持された。田部重治と共に静観派の指導者であった。
1941年（昭和16年）1月に日本山岳会が社団法人認可されると、社団法人日本山岳会の初代会長に就任した。1944年（昭和19年）5月7日急逝。法名は智光院理山宗顕居士、墓所は多磨霊園。日本山岳会は副会長の槇有恒が会長を代行した。
金峰山西側山麓の金山平（かなやまだいら）に、田部重治、木暮理太郎のレリーフがある。

### 影響力
木暮の文章が日本の登山界に与えた影響は大きく、登山愛好者の裾野を大きく広げることに貢献した一方、一部には草創期ゆえの混乱ももたらした。1915年に田部重治と剱岳に登山した際には、途中の小黒部鉱山の事務所（剣岳の東北方向、現在の池の平小屋付近）に宿泊の便宜を図ってもらうとともに無償で食料を調達して登山を行った。下山後、この山行を山岳会誌「山岳」にて触れたところ、次年度より次々と一般の登山者が鉱山事務所を訪れ、宿泊と食料を要求するようになったという。鉱山側は、あまりの多さに業務に支障を来し、1918年の「山岳」（第十二年一月号）にて食糧は持参するように訴えるに及んでいる。

## 著書
- 『泰西名畫鑑』（美術書）、1908年
- 『山の憶ひ出』 龍星閣（上下）、1938-39年
復刻再刊：大修館書店「覆刻日本の山岳名著」、三笠書房「新編日本山岳名著全集」
- 『山の憶い出』 平凡社ライブラリー（上下）、1999年。ISBN 458276293X&ISBN 4582762972
- 『山の憶い出　紀行篇』 山と溪谷社「ヤマケイ文庫クラシックス」、2023年。ISBN 4635049833